# Pappos

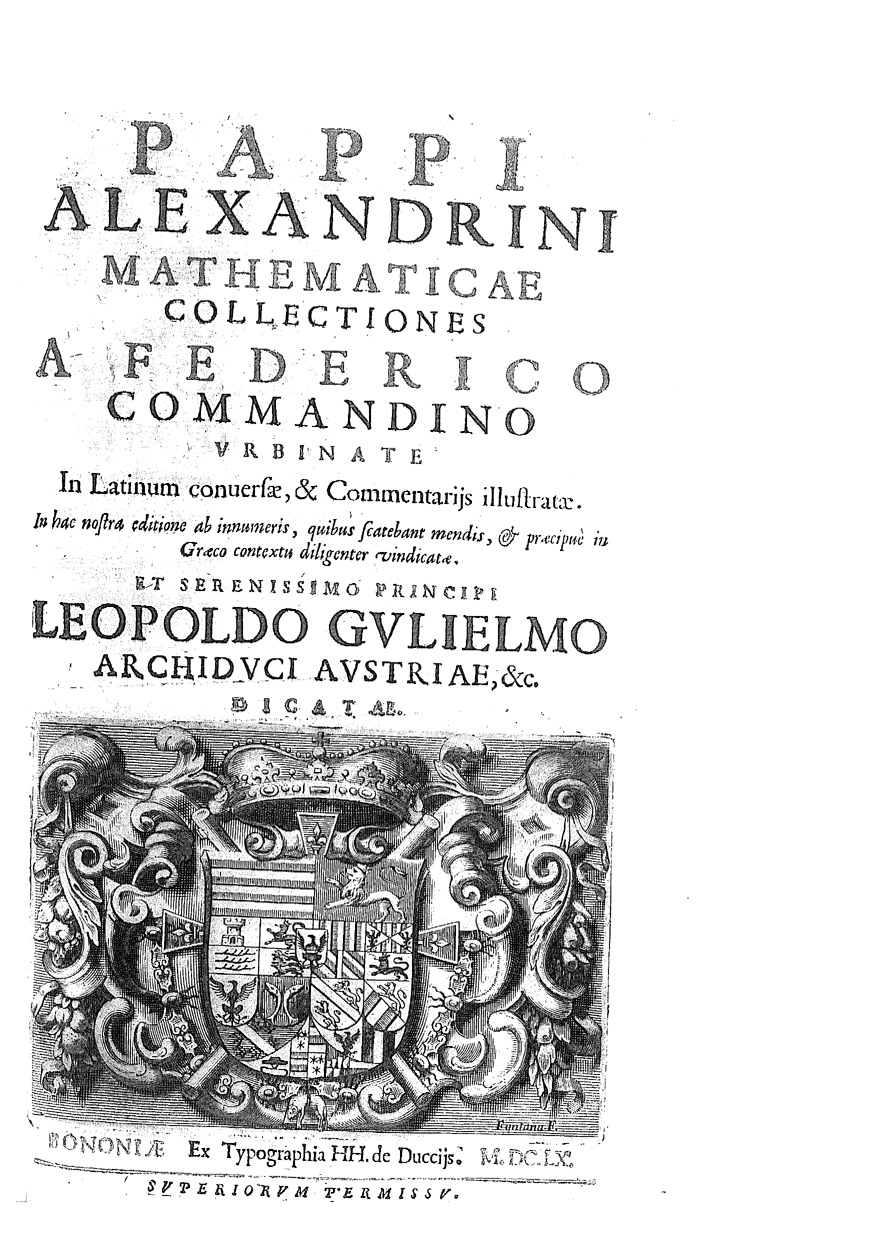
Mathematicae collectiones, 1660

Pappos (grekiska, på latin Pappus) var en grekisk matematiker, som enligt vissa uppgifter levde under Diocletianus (284–305). Han vistades i Alexandria och stod där i spetsen för en skola. Hans främsta arbete är Mathematikai synagogai (Collectiones mathematicae). Det redogör för flera äldre skrifter, med anmärkningar och tillagda satser av Pappos själv, och var av stort värde för kännedomen om den äldre grekiska matematiken.
Inom geometri finns flera satser som är bekanta under det allmänna namnet Pappos sats.